# Anders Andersö

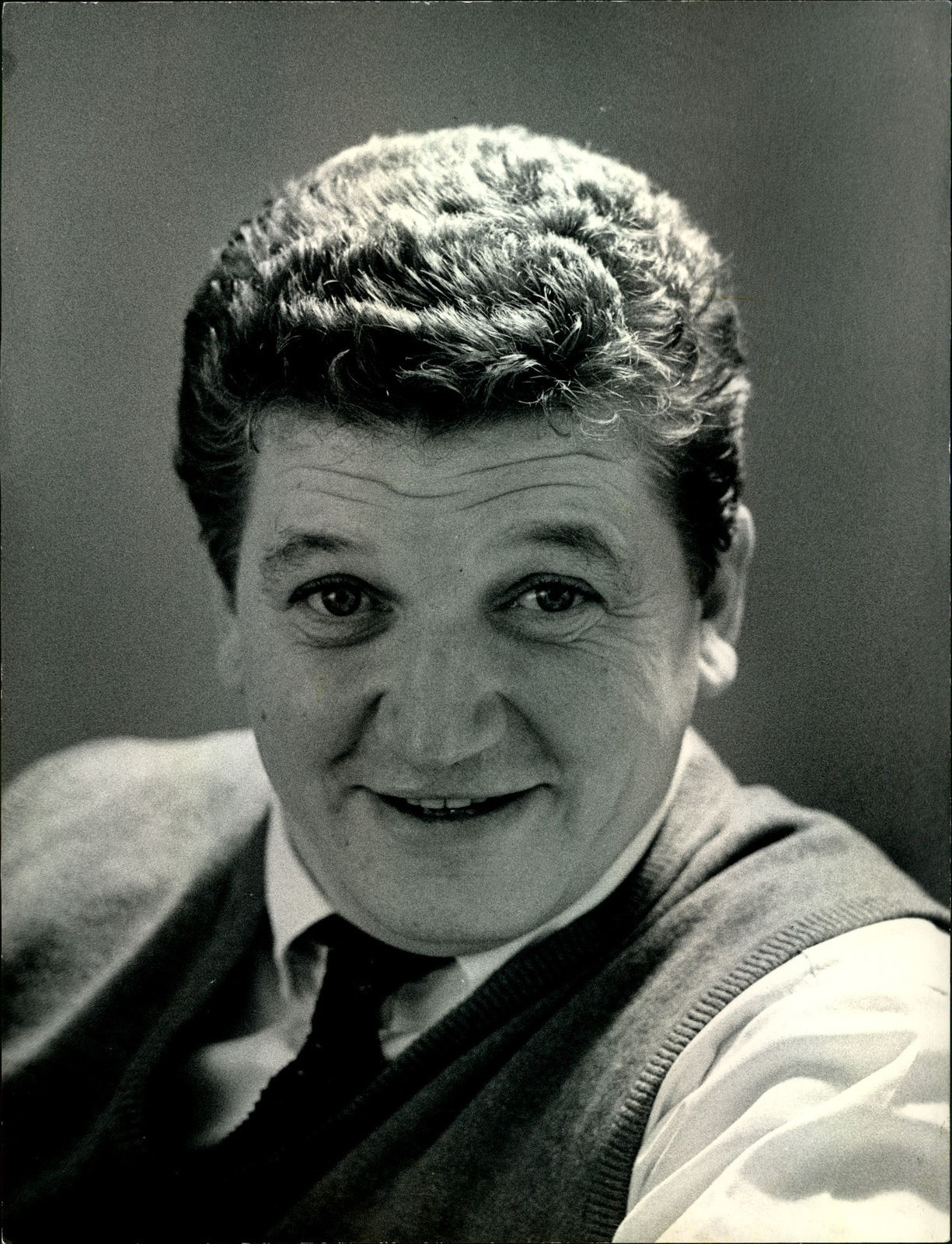
Anders Andersö (1967)

Anders Johan Andersö, ursprungligen Andersson, känd under signaturen Tecknar-Anders, född 22 mars 1930 i Genvalla, Frösö socken, är en svensk tecknare och journalist. Han har genom sina skämtteckningar och kåserier under flera decennier kommenterat aktuella händelser inom sport och politik, främst i Svenska Dagbladet.

## Verksamhet
Andersö utbildade sig på Berghs reklamskola 1948–1949, och började sedan sin yrkesbana på Länstidningen i Östersund. Han flyttade 1951 till Aftonposten i Göteborg, och kom till Svenska Dagbladet 1957, där han var fast anställd till 2002. Därefter har Andersö frilansat, och han tecknade bland annat omslagen för tidskriften Svensk Linje 1965–2010.
Han har också givit ut ett stort antal böcker med teckningar och kåserier. Hans årsböcker Anders Långsjal (1960–1964), och därefter Tecknar-Anders bästa, utkom fram till 1995.

## Utmärkelser
- 1988 – Årets sportjournalist
- 1994 – Sveriges Olympiska Kommittés medalj
- 1995 – Stora journalistpriset
- 2004 – Konungens medalj